# Santa Ana (Cáceres)
Santa Ana is een gemeente in de Spaanse provincie Cáceres in de regio Extremadura. Santa Ana heeft 265 inwoners (1 januari 2016).

## Aangrenzende gemeenten
Santa Ana heeft een oppervlakte van 35 km² en grenst aan de gemeenten Ibahernando, La Cumbre, Robledillo de Trujillo, Ruanes, Salvatierra de Santiago en Trujillo.

## Burgemeester
De burgemeester van Santa Ana is Jesús Regodón Cercas.

## Demografische ontwikkeling
Bron: INE, 1857-2011: volkstellingen